# Obersberg
Obersberg är ett berg i Österrike.   Det ligger i distriktet Neunkirchen och förbundslandet Niederösterreich, i den östra delen av landet, 70 km sydväst om huvudstaden Wien. Toppen på Obersberg är 1 450 meter över havet, eller 160 meter över den omgivande terrängen. Bredden vid basen är 4,1 km.
Terrängen runt Obersberg är kuperad åt nordost, men åt sydväst är den bergig. Runt Obersberg är det ganska tätbefolkat, med 75 invånare per kvadratkilometer.. Närmaste större samhälle är Neuberg an der Mürz, 18,0 km söder om Obersberg. 
I omgivningarna runt Obersberg växer i huvudsak blandskog.